# Cmentarz wojenny nr 135 – Zborowice
Cmentarz wojenny nr 135 w Zborowicach – cmentarz z I wojny światowej znajdujący się we wsi Zborowice w województwie małopolskim, w powiecie tarnowskim, w gminie Ciężkowice. Jest jednym z 400 zachodniogalicyjskich cmentarzy wojennych zbudowanych przez Oddział Grobów Wojennych C. i K. Komendantury Wojskowej w Krakowie. W IV okręgu Łużna cmentarzy tych jest 27. 

## Opis cmentarza

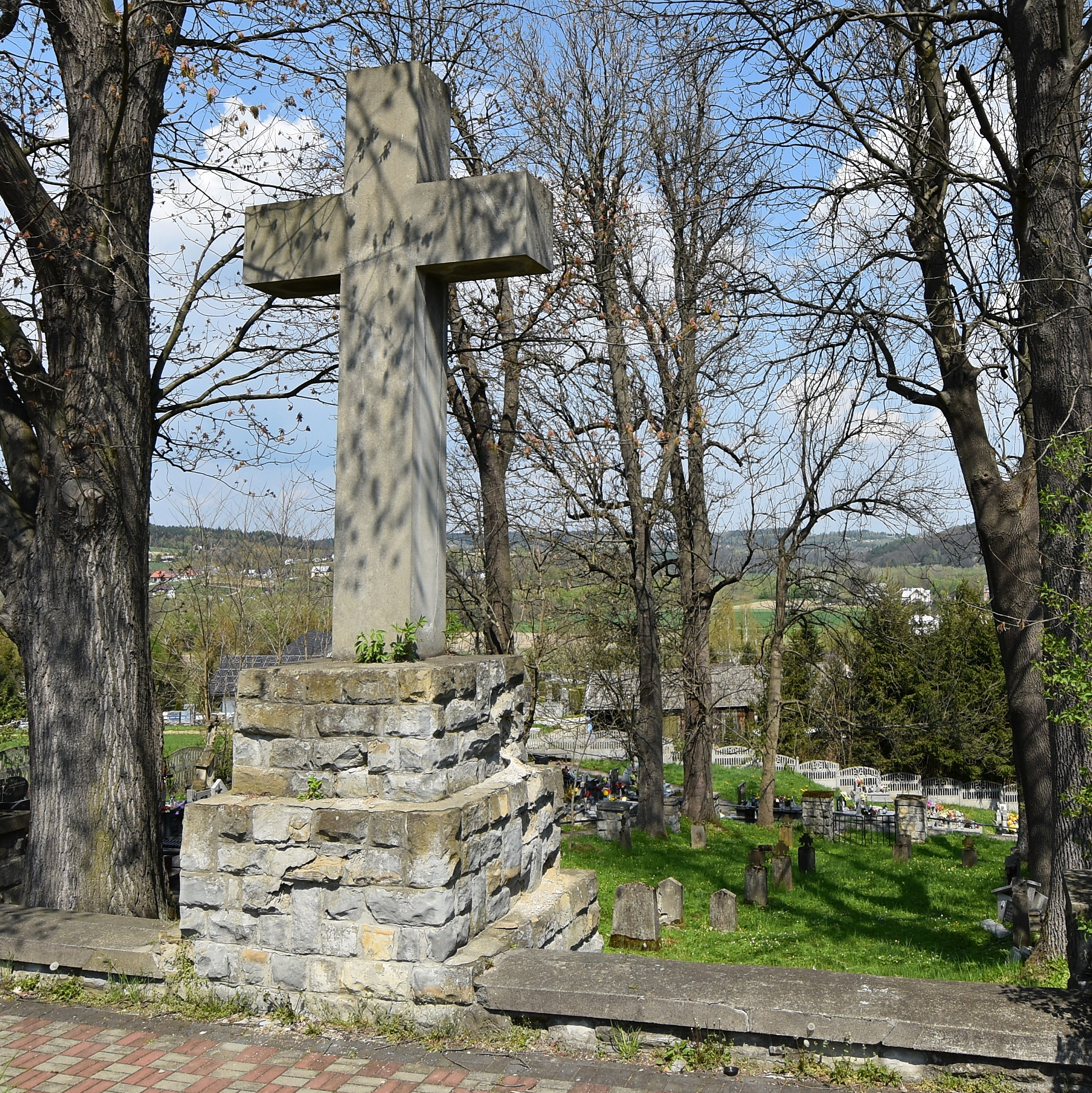

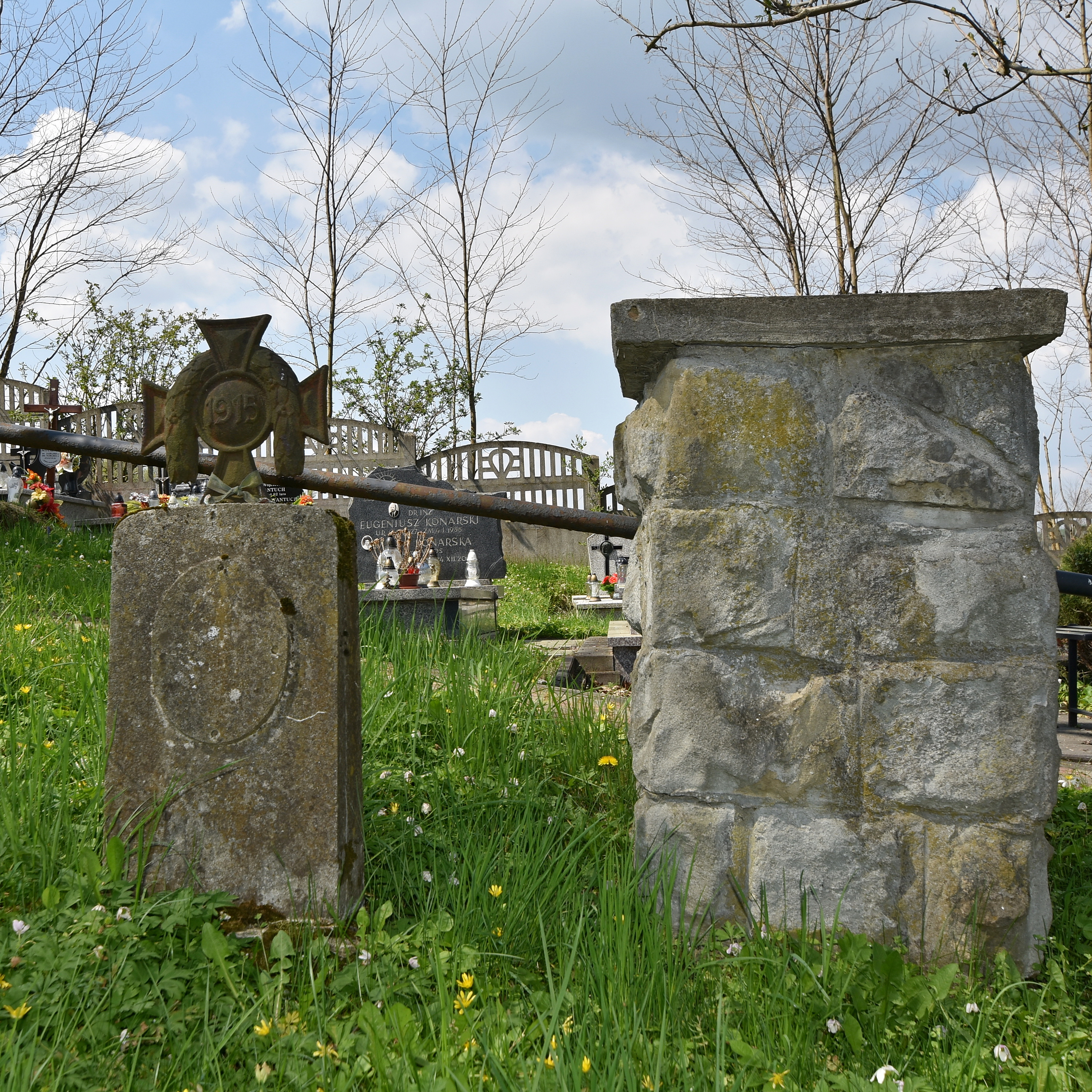

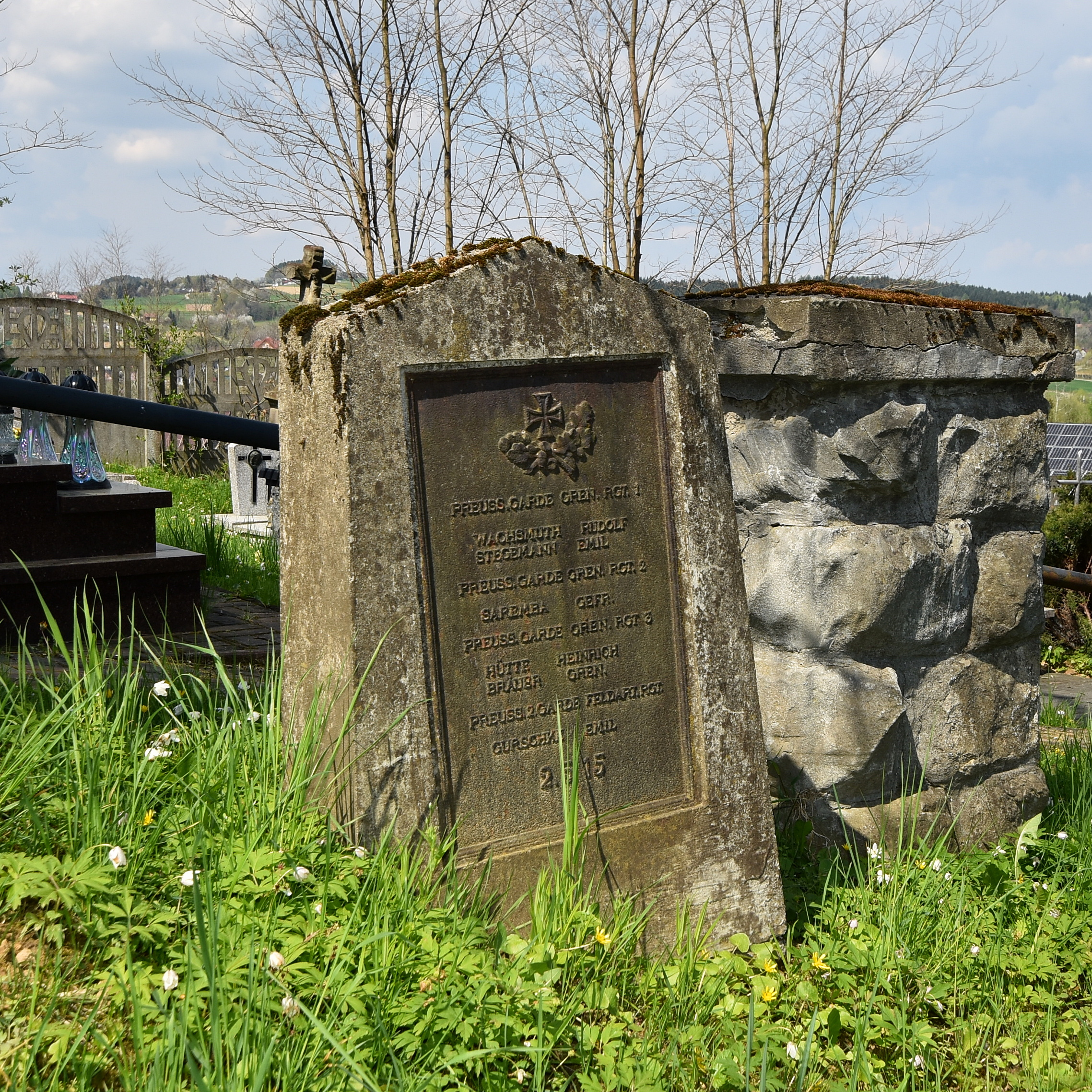

Projektantem był Anton Müller (w starszych źródłach błędnie podawany jest Jan Szczepkowski). Cmentarz stanowi osobną kwaterę w ramach cmentarza parafialnego. Znajduje się na stoku opadającym do drogi i w jej stronę jest zwrócony. Odróżnia się z daleka od pozostałej części cmentarza komunalnego, gdyż rosną na nim duże drzewa. Zbudowany jest na planie prostokąta. W górnej części cmentarza znajduje się duży betonowy krzyż na murowanym z kamienia cokole, stanowiący główny element ozdobny. Ogrodzenie w górnej części stanowi mur z kamienia łupanego nakryty betonowym daszkiem, w dolnej części stalowe rury osadzone po dwie na solidnych słupkach murowanych z kamienia. Wejście przez stalową, kutą bramkę. Nagrobki w postaci ziemnych mogił z betonowymi stelami trzech typów. Na niektórych stelach są żeliwne tablice z nazwiskami poległych, niektóre zwieńczone są żeliwnym krzyżem.
Cmentarz zachowany jest w dobrym stanie, uległy zatarciu tylko ziemne mogiły, częściowo uszkodzony jest cokół betonowego krzyża. Żeliwne krzyże na cokołach są nowe (pierwotnie były drewniane). Poddany został gruntownemu remontowi w 2002 r., obecnie jednak (2015 r.) wymaga znów remontu.

## Polegli
W 16 grobach zbiorowych i 22 pojedynczych pochowano:
- 23 żołnierzy armii austro-węgierskiej,
- 49  żołnierzy armii niemieckiej,
- 2 żołnierzy armii rosyjskiej.

Zidentyfikowano 62 żołnierzy, nie rozpoznano 12. Żołnierze ci zginęli 12–16 stycznia 1915 r. i 2–3 maja 1915 r. Jest wśród nich 1 oficer i 5 podoficerów. Polegli podczas walk o skrzyżowanie dróg. Miało ono duże znaczenie strategiczne, leżało bowiem na ważnym szlaku zaopatrzeniowym tego odcinka frontu.